# Novo Selo Garešničko
Novo Selo Garešničko – wieś w Chorwacji, w żupanii bielowarsko-bilogorskiej, w gminie Berek. W 2011 roku liczyła 47 mieszkańców.